# Die drei Hunde

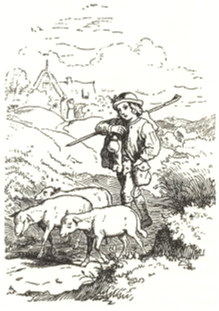
Holzschnitt, Ludwig Richter

Die drei Hunde ist ein Märchen (AaTh 300). Es steht in Ludwig Bechsteins Deutsches Märchenbuch an Stelle 49 (1845 Nr. 67). Das Märchen ist in ähnlicher Form auch in Spanien und Portugal bekannt.

## Inhalt
Ein Schäfer hinterlässt den Kindern ein Haus und drei Schafe. Die Tochter wählt das Haus, der Sohn geht mit den Schafen fort. Die tauscht ihm ein Mann für drei Hunde namens „Bring Speisen“, „Zerreiß’n“ und „Brich Stahl und Eisen“. Der erste holt dem Sohn herrliches Essen. Ihm begegnet ein Trauerwagen, der fährt die Prinzessin zum Drachen, der jährlich ein Mädchen frisst. Der Sohn hetzt den zweiten Hund auf ihn, behält die Drachenzähne, will aber nicht mit der Prinzessin gehen, sondern noch drei Jahre wandern. Der Kutscher zwingt ihr den Schwur ab, als Retter ihn auszugeben. Der König verspricht sie ihm auf Jahresfrist. Sie erbittet noch zwei Jahre. Der Held kommt, wird eingesperrt, der dritte Hund befreit ihn. Der erste holt Essen von der Prinzessin, sie erkennt ihn und erzählt es dem Vater. Sie heiraten, der Kutscher wird bestraft. Als auch die Schwester kommt, fliegen die Hunde als Vögel fort.

## Herkunft

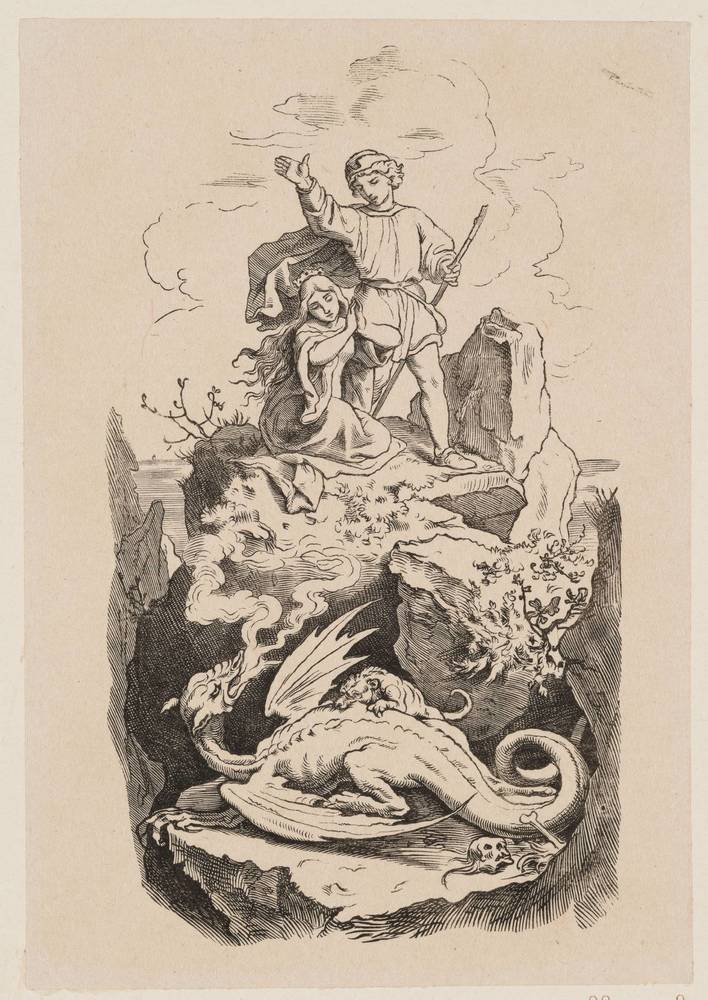
Holzschnitt, Ludwig Richter

Bechstein notiert „Mündlich in Franken“, laut seiner Einleitung von 1845 erzählt es Ludwig Köhler. Walter Scherf zufolge beließ Bechstein Köhlers etwas trockene Erzählweise und änderte wenig. Es sei wohl das bekannteste deutsche Drachentöter-Märchen geworden, wenngleich Wilhelm Wissers Der Drachentöter (Plattdeutsche Volksmärchen) und Georg Martzolffs Der Mann mit den drei Hunden besser erzählt seien. Scherf nennt noch Carl und Theodor Colshorns Die Querpfeife in Märchen und Sagen aus Hannover, Nr. 43, Ulrich Jahns Der Kaufmann und die Seejungfrau in Volksmärchen aus Pommern und Rügen, Nr. 62, Ernst Heinrich Meiers Der Drachentödter in Deutsche Volksmärchen aus Schwaben, Nr. 58, Ludwig Strackerjans Die drei Hunde in Aberglaube und Sagen aus dem Herzogtum Oldenburg, Nr. 630, Ignaz und Josef Zingerles Geschwind wie der Wind, Packan, Eisenfest in Kinder- und Hausmärchen aus Tirol I, Nr. 8. Oft sei das Drachentötermärchen, auf dem auch die Legende vom Hl. Georg aufbaut, in Zweibrüdermärchen eingefügt (Grimms Die zwei Brüder). Vgl. Bechsteins Der Wandergeselle, Basiles Der Kaufmann.
Siehe auch die symbolische Bedeutung der Zahl Drei in den Märchen.